# Juan Arroyo (ciclista)
Juan Arroyo (19 de mayo de 1955) es un exciclista profesional venezolano.
Ganó la Vuelta a Venezuela, participó en la Vuelta al Táchira y en Juegos Olímpicos, Juegos Centroamericanos y del Caribe y otras competencias nacionales.

## Palmarés
1977
- 2º en 3ª etapa Vuelta al Táchira, Tovar  Venezuela
- 3º en 4ª etapa Vuelta al Táchira, Mérida   Venezuela
- 2º en 7ª etapa Vuelta a Cuba, Topes de Collantes  Cuba
- 5º en Clasificación General Final Vuelta a Cuba  Cuba

1978
- 1º en XIII Juegos Centroamericanos y del Caribe, Ruta, Medellín  Colombia
- 2º en XIII Juegos Centroamericanos y del Caribe, Ruta, Contrarreloj por Equipos, Medellín   Colombia
- 10º en Campeonato Mundial de Ciclismo en Ruta de 1978, Ruta, Diletantes, Nürburg  Alemania
- 1º en Clasificación General Final Vuelta a Venezuela  Venezuela

1979
- 2º en 1ª etapa Vuelta al Táchira, San Cristóbal  Venezuela

1980
- 1º en Freccia dei Vini, Vigevano  Italia
- 3º en 1ª etapa Vuelta Independencia Nacional, La Romana  República Dominicana
- 3º en Clasificación General Final Vuelta Independencia Nacional  República Dominicana
- 5º en 5ª etapa Girobio, Cassano al Jonio  Italia
- 4º en 6ª etapa Girobio, Cosenza  Italia
- 6º en Clasificación General Final Girobio  Italia
- 18° en Juegos Olímpicos de Moscú 1980, Ruta, Diletantes, Moscú  Unión Soviética

1981
- 7º en Clasificación General Final Girobio  Italia
- 10º en Campeonato Mundial de Ciclismo en Ruta de 1981, Praga  República Checa

1982
- 3º en Clasificación General Final Vuelta a Venezuela  Venezuela

## Equipos
- 1980  Selección de Venezuela